# レクサス・LSハイブリッド

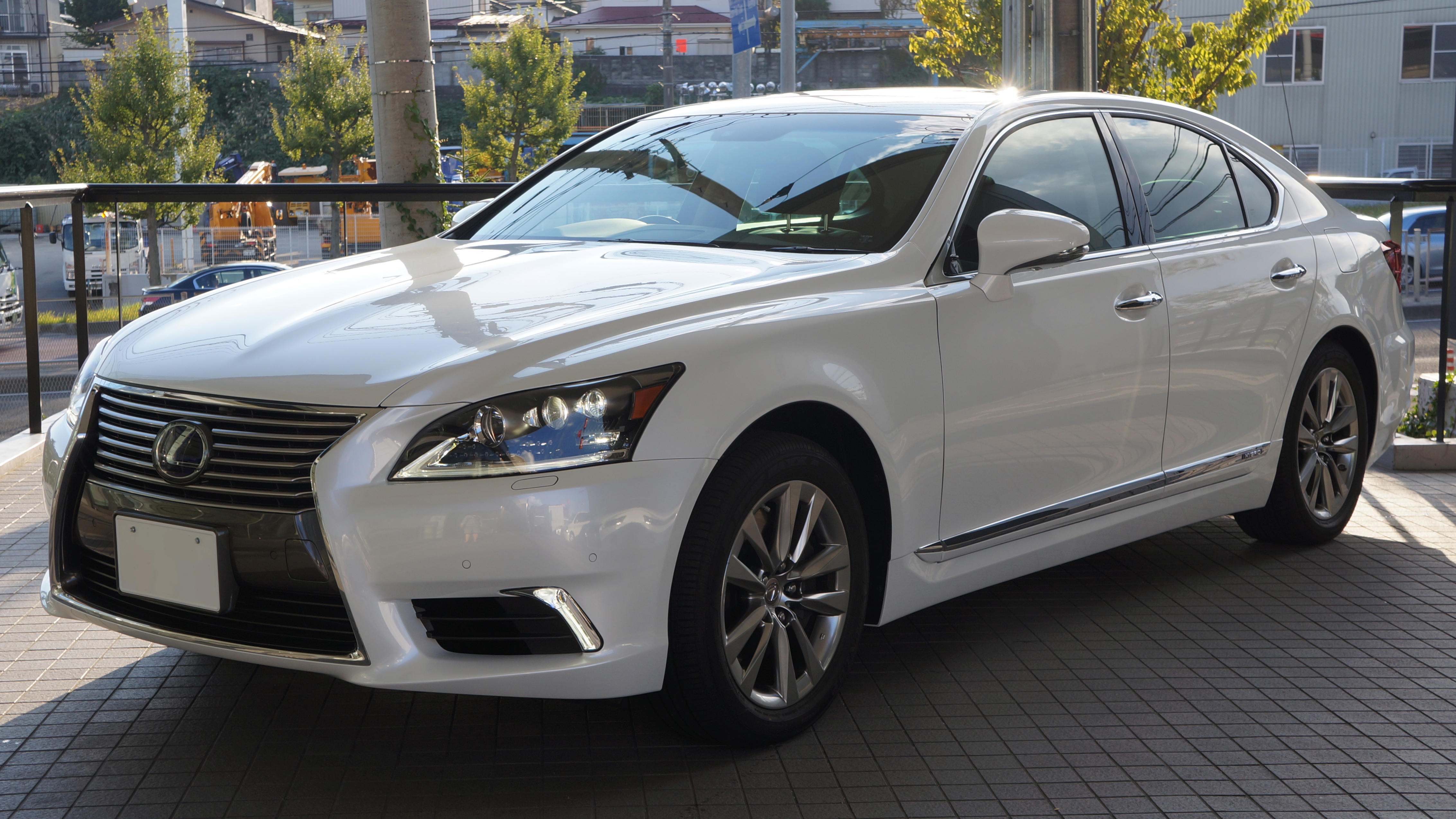

LSハイブリッド（エルエスハイブリッド、Lexus LS Hybrid ）は、トヨタ自動車が展開する高級車ブランド「レクサス」の最上級セダン「LS」の4代目モデルに設定されていたハイブリッド仕様である。
なお本項では、4代目レクサスLSのハイブリッド仕様のみ記述する。

## 概要
基本設計やマイナーチェンジの間隔などは「LS」と共通だが、エンジンを電気モーターを併用するハイブリッド仕様となり、それに伴う細かな変更点がある。

## 初代（LS全体としては4代目）UVF4#型（2007年 - 2017年）
LS600h(UVF45) / LS600hL(UVF46)
2007年（平成19年）5月17日、LSにハイブリッド仕様の「LS600h」と同ロングホイールベース車の「LS600hL」を追加。「LS600hL」の本体価格(税込)は1,330万円と1,510万円（リヤセパレートシート仕様）の2タイプで、発表当時は日本車の最高価格車であった（量産仕様の日本車としての最高額は、その後発売の「レクサス・LFA」の3,750万円である）。また、「LS600h」標準グレードの本体価格はガソリンエンジン車の「LS460」と比べてみると、AWD機構や、世界初採用で発売当初は高額であったLEDヘッドランプの搭載を考慮すると、ハイブリッド化に伴う純増分は100万円強となる。
グレード体系は、標準仕様・「version-S」・「version-U」があり、それぞれに「I-package」の設定がある（LS600hLには設定なし）。
パワートレーン
エンジンはLS460の4.6 L（1UR-FSE）からストロークアップした5.0 L V型8気筒DOHC（2UR-FSE）に換装されており、最高出力290 kW（394 PS）/6400 rpm、最大トルク520 N·m（53 kgf·m）/ 4000 rpmを発揮する。ハイブリッドシステムに使用されている同期電動機の1KM型モーターは、同じくハイブリッド仕様の「GS450h」が最高出力147 kW（200 PS）、最大トルク275 N·m（28 kgf·m）であるのに対し、LS600hでは最高出力165 kW（224 PS）、最大トルク300 N·m（30.6 kgf·m）に強化されている。モーターの基本構造は変えず、モーターの電流値をGS450hでは最大200 A程度であったものを、LS600hでは300 A程度まで高め、高トルク・高出力化を実現している。この際、モーターの電流値増加に対応するため、パワーコントロールユニットのパワー素子の冷却方法も改良されている。GS450hは金属板にパワー素子を貼り付けて下側から水冷していたが、LS600hではパワー素子をアルミニウム合金製の水冷通路でサンドイッチして素子の両側を水冷する構造とした。
この高出力モーターと、5.0 LのV8エンジンとの組み合わせにより、システム出力327 kW（445 PS）にも上り、2.4 t以上の重量級の車体にもかかわらず、追越し加速（40 → 70 km/h）：2.5秒 発進加速（0 → 100 km/h）：5.5秒（いずれも、トヨタ社内測定値）のパフォーマンスを示す。
ハイブリッドのメカニズムはトヨタ・プリウスなどと基本的には共通であり、動力分割機構・モーター・ジェネレーター（発電機）で構成されたトランスミッションに、2段変速式リダクション機構（副変速機）を有している。この動力分割機構によりジェネレーターの回転を自在に変化させ、ギヤ比を無段階にコントロールし、滑らかな走りを実現する電気式の「無段変速機（CVT）」として機能させているのが特徴である。また、トランスミッションに組み込まれた2段変速式リダクション機構はGS450hと同様、低速域から高速域までの幅広い速度域で、モーターの効率の良い領域を使用できる。発進時や低速域での加速時は、2段変速式のローギヤを使用することで、力強い加速性能を実現するとともに、中・高速域では、2段変速式のハイギヤを使用し、高速クルージングに対応するとともに、効率のよいエネルギー回生が可能になった。AWDのLS600hでは、FRのGS450hやFFのプリウス等に対して、4輪全てで回生を行うため高効率と安定した制動性能を実現することが可能となった。GS450hでは採用されなかったEVモードも採用され、フル充電状態では約1 km程度（約40 km/h以下）、モーターのみでの走行が可能となり、早朝や深夜の住宅街などでさらに静かに走ることができる。
ハイブリッド用バッテリーは、車室内空気とリヤクーラーの冷気を活用した冷却制御により、冷却性能を高めるとともに、小型・高密度化してリヤシート後方の荷室スペースに配置されている。
足回り
この圧倒的なパワーを路面にあますことなく伝えると同時に、あらゆる路面状況で安定した走行を実現するために、駆動方式はGS450hのFRとは異なり、センターデフにトランスファーを介したトルクスプリット型LSD（新開発の超小型のトルセンLSD）方式のAWDとなる。このAWDの駆動配分方式はハイテク満載のLSとしては意外な感もあるが、電子制御を一切介さない完全メカニカル方式である。ただし、車両統合制御システムVDIMとの組み合わせにより4輪独立の電子制御が常に行われており、運動性能と予防安全性を両立させている。
このAWDは、3種類の前後輪トルク配分を状況に応じて切り替えることにより成立させている。通常走行の前後トルク配分は40：60としてFRと同等以上の加速感を実現し、コーナリング時や加速時には、さらに後輪寄りの30:70のトルク配分として、ダイナミックな操縦性を実現している。また、雨道や雪道などで、前後輪でトルク差が発生した際にはトルク配分を50：50として、スタビリティを最大限に発揮させつつ、AWDとは思えないような自然なハンドリングを実現している。のちに同方式のAWDモデルがLS460/LS460Lにも追加されている。
LS460/LS460Lに比べ大幅に重量が増加するため、全車にはLS460「Version-S」が採用する大径4ポットアルミモノブロックブレーキキャリパーと大径ディスクローター（前⌀357、後⌀335）が流用され、ブレーキ性能の向上が図られている。加えて、「version-S」には19インチアルミホイール&タイヤと、トヨタ自動車としてはGS450hで初採用された電動アクティブスタビライザーが搭載（ちなみにLS460の同バージョンには非搭載となるのが460と600hの唯一の違いである）されて走行性能を向上させている。
インテリア
インテリアは基本的にはLS460/LS460Lとほぼ同一である。大型2連式メーターには、本来、ハイブリッド車には必要ないとされるタコメーターも装備されており、アイドリングストップ時のみならず、モーターのみの走行時にもタコメーターが0 rpmを示すことがあり、ハイブリッドシステムインジケーター以上に、ドライバーにハイブリッド車であることを意識させる計器となっている。
エクステリア
2007年（平成19年）当時、市販車としては世界初採用となるLEDヘッドランプをロービームに搭載している。構造としては、3眼一体型のプロジェクターランプと小型反射鏡（パラボラリフレクター）の4ユニットで構成されている。 これは、小糸製作所が開発・製造したものであり、後に、プロジェクターランプ部分を流用したと思われる後付のLED式のフォグランプが小糸製作所の自社ブランド品として発売されている。後にこのLEDヘッドランプはコストダウンが進み、2009年（平成21年）以降にはRX450h、HS250h、トヨタ・SAI、プリウス（3代目）などにも採用された。ただ、LS600hのランプよりユニット数を減らしたり、左右のLEDの色温度のばらつきなどを管理していないなど、コストダウンが図られた仕様となっている。
小改良（2008年）
4月、より実際の走行条件に近い新しい燃費試験方法となる「JC08モード」で11.0 km/L（10・15モードで12.2 km/L）を達成し、また同時に「2015年度燃費基準」をクリアした。
年次改良（2008年）
8月、初の年次改良を実施（2009年モデルへ）。
内装色にLS600hシリーズ専用となる「ブラック&ライトグレー」が追加設定された。その他の改良内容についてはLS460/LS460Lに準ずるので、そちらの項目を参照されたい。
マイナーチェンジ（2009年）
10月、マイナーチェンジを実施。エクステリアは、レクサス初のハイブリッド専用車であるHS250に始まり、同年一部改良されたGS450hにも盛り込まれた「レクサス・ハイブリッド」共通のテイストを盛り込み、LS460/LS460Lとの差別化を図った。LS460/LS460Lとの外観上の差異は、LED式フロントヘッドライト（LED式スモールライトの意匠変更と、ヘッドランプウォッシャーをバンパーに移設など）、前後エンブレムはもとより、フロントグリル、フロント一体バンパー（フォグランプも専用形状）、リア一体パンパー、リアディフューザーなどである。したがって、前期型とは違い、社外エアロパーツなどはフロント、リアに関して、LS460と共有化することはできなくなったが、2010年になってBRANEW、WALD、SKIPPER、H-STYLE、LX mode、TOM'Sなどから、LS600h後期型専用のエアロパーツが発売されている。また、LS460/LS460L同様、全色に擦り傷に強い「セルフリストアリングコート」をトヨタ・レクサスを通じて初採用された。
インテリアでは、LS460/LS460Lと共通の意匠や素材の変更に加えて、LS460/LS460Lではオプション扱いとなる全面カラーTFT液晶を使った「ファイングラフィックメーター」を標準搭載とし、インテリアのカスタマイズプログラム「L-Select」もLS460/LS460Lと同様に設定された。また、前期型ではゴルフバッグが4つ搭載できないことがネックだったトランク容量に関しても改善が図られ、ハイブリッドシステム用バッテリーの小型化と2段積みにして奥行きを確保し、さらにスペアタイヤの廃止（代替としてパンク修理キットを搭載）により、搭載容量を420リットル（VDA方式）確保して、9.5インチのゴルフバッグ4つの搭載が可能となった。
メカニズムに関する変更は、高速走行時の安定性を改善すべく、ダンパーやエアサス制御方法などを含めたサスペンションセッティングの見直しが行われたのに加えて、アイドリングストップ制御などハイブリッドシステムの洗練度アップが行われた。社外品であるデータシステムのエアサスコントローラーも、前期型と後期型では互換性がなくなり、車高の調整範囲も変更されていることからも、エアサスの制御方法が前期から見直されたことがわかる。
加えて、2007年（平成19年）発売当初はLEDヘッドライトとの相性問題により採用が見送られたレーンキーピングアシスト（LKA）がオプションで選べるようになった。また、昨今の環境性能を意識した装備としては、後期型のLS460/LS460Lと同様、燃料の消費をより抑えた「ECOモード」が新たに選択できるようになり、暖房時のエンジン回転数、冷房時のコンプレッサー作動、風量等を抑えたエアコンの制御などに加えて、LS600h/LS600hLではアクセル開度によるハイブリッドシステムの出力カーブの変更や、モーターのみの走行やアイドリングストップをより積極的に行う制御が行われる。
また、トヨタ・センチュリー同様のショーファードリブン（リムジン）用途を見据えて、より後席の乗り心地を重視した仕様の「コンフォートライド」を新たにLS600hL全車にメーカーオプションとして用意した。これは、後席重視の専用サスペンションと専用タイヤを備えている。LS600hLには新グレードとなる「version UZ」を設定。このモデルは、LS460の「version UZ」と特に変わりはない（ハイブリッドとしての装備を除く）。
- LS600h：5.0 L V型8気筒DOHCエンジン 2UR-FSE（394 PS / 53.0 kgf·m）、電気式無段変速機、駆動方式はAWD。
- LS600hL：LS600hの全長・ホイールベースを120 mm長くしたモデル。

マイナーチェンジ（2012年）
2012年（平成24年）7月にサンフランシスコで2013年度モデルを発表、同年10月11日より日本での発売を開始。スピンドルグリルの採用や、内装刷新などフルモデルチェンジに近いビッグマイナーチェンジとなり、グレード体系の集約とF SPORTグレードの新設等を行っている。詳しくはレクサス・LSを参照。
小改良（2013年）
2013年（平成25年）9月に、LSのガソリン車同様にLEDクリアランスランプのデイライト機能追加、シャークフィンアンテナが新デザインに変更、ボディカラーには新色のソニックチタニウムを設定する小改良が行われた。
年次改良（2014年）
2014年（平成26年）10月に、LSのガソリン車同様にリモートイモビライザーとリモート操作を追加するG-securityの強化、セルフパワーサイレンの新設定、SDナビゲーションシステムの標準装備、「エージェント」と「LEXUS Apps（レクサス アップス）」の追加、ドームランプ（フロント/リア）のLED化、パワートランクリッドの「F SPORT」への拡大を行うとともに、ハイブリッド車専用の改良点としてランフラットタイヤを新設定した一部改良が行われた。
日本開業10周年記念特別仕様車の発売（2015年）
2015年（平成27年）1月に、レクサスの日本開業10周年を記念した特別仕様車「LS600h"F SPORT X Line"」を発売した。
年次改良（2015年）
2015年（平成27年）9月25日にガソリン車同様一部改良が行われた。ナビ通信モジュールのLTE対応、ボディカラーにソニッククォーツの追加（F SPORT除く）と言ったガソリン車同様の改良が行われている。

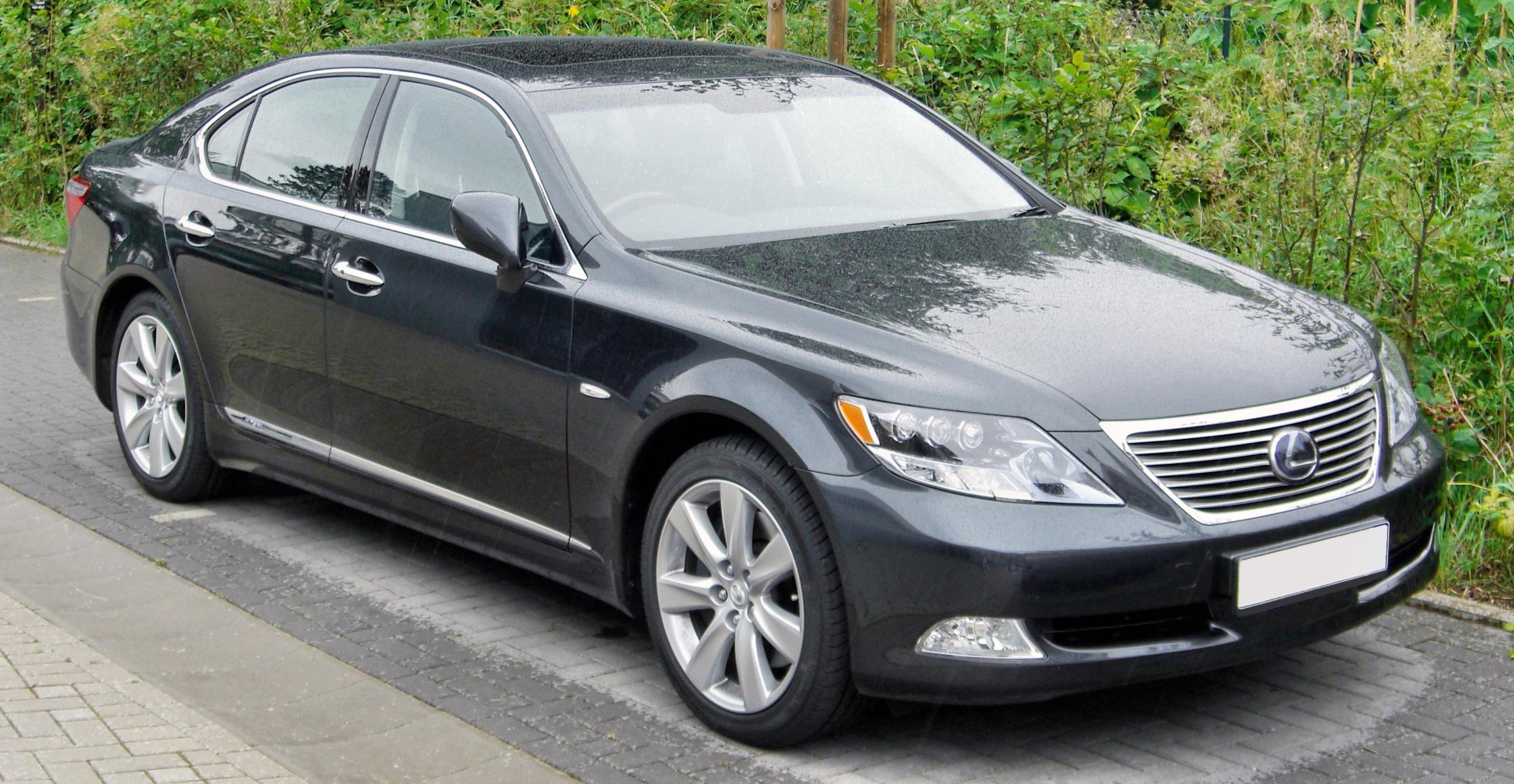
LS600h フロント（前期型）
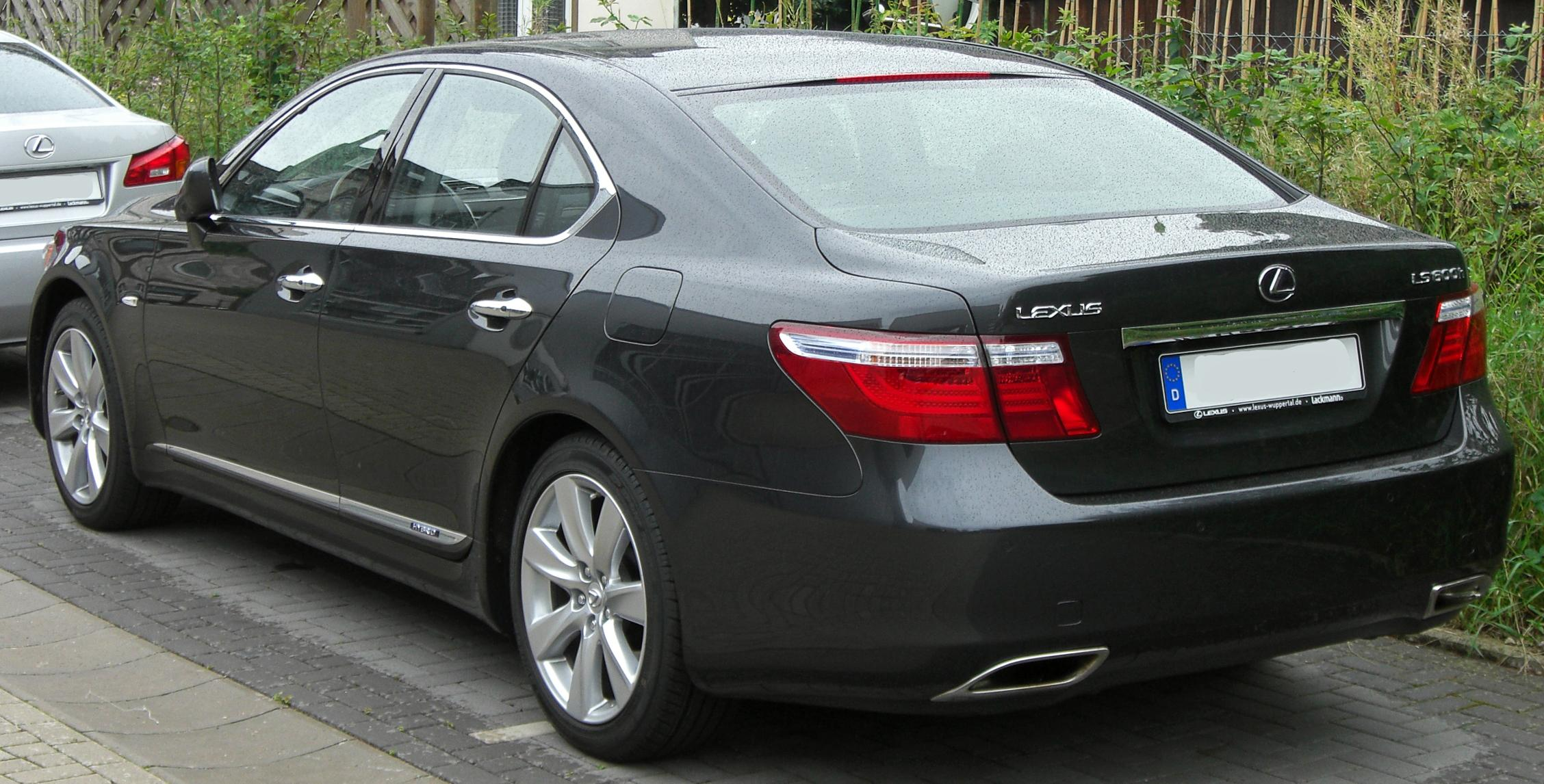
リア（前期型）
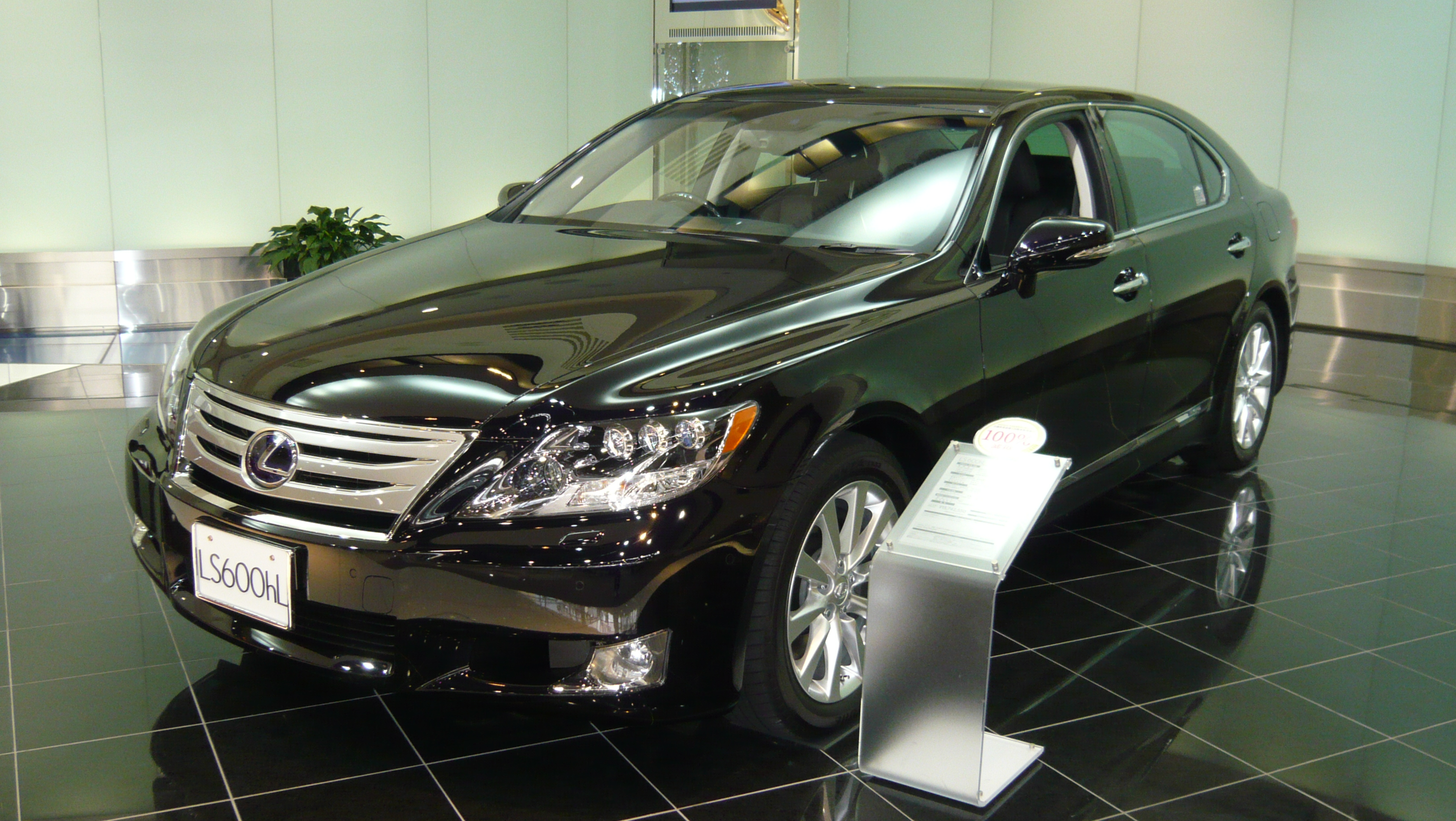
LS600hL フロント（中期型）
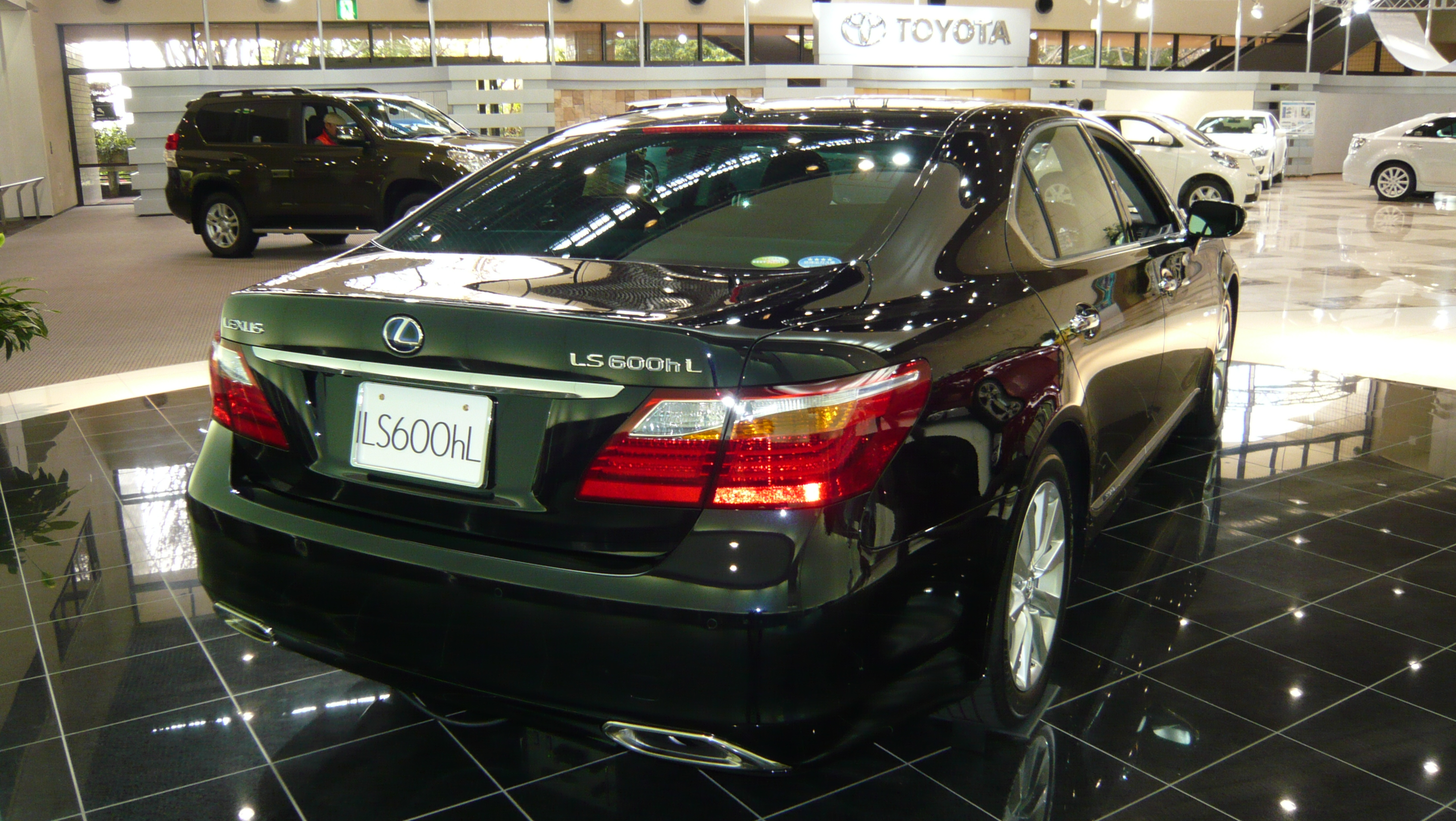
リア（中期型）
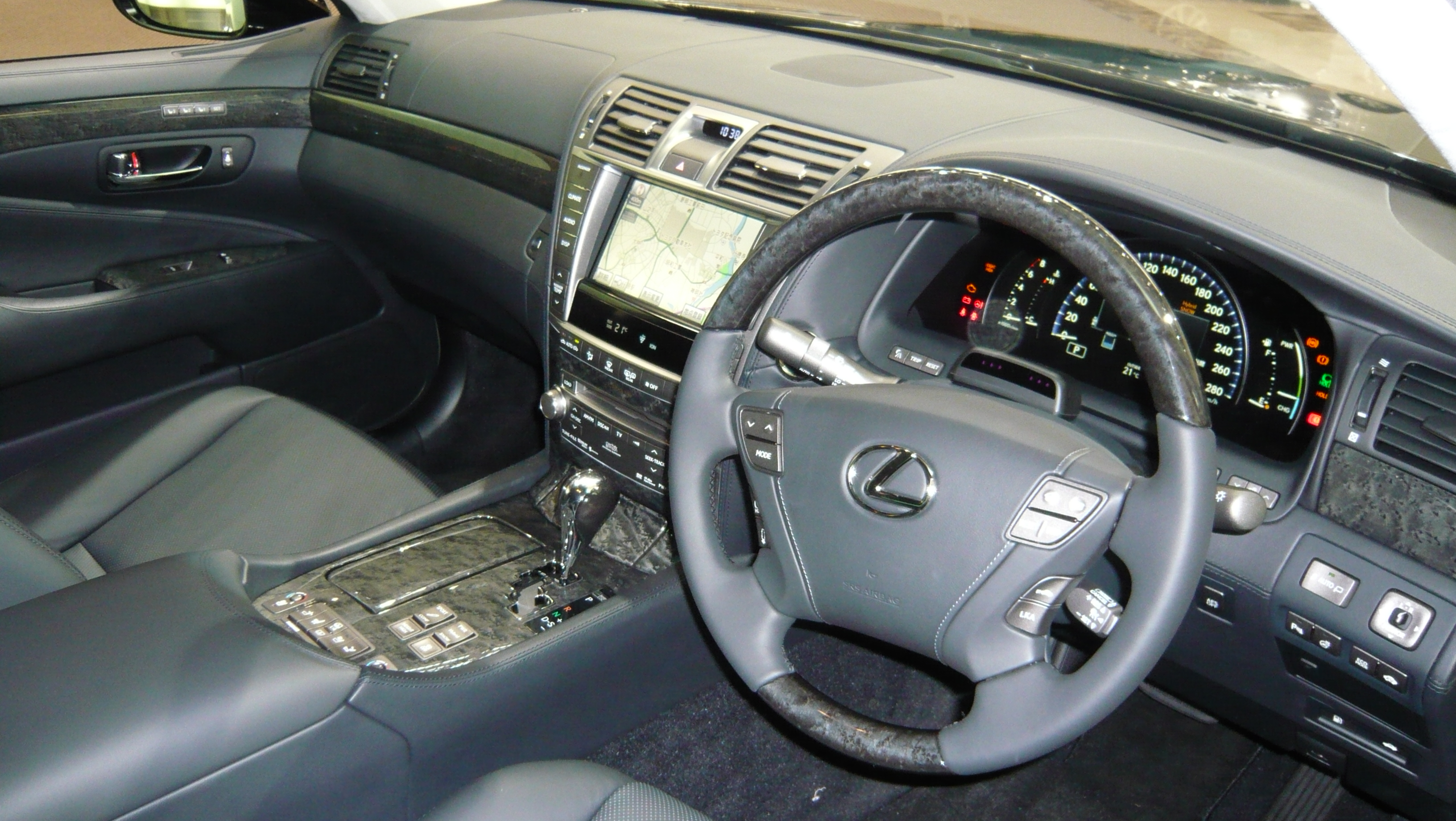
インテリア（中期型）
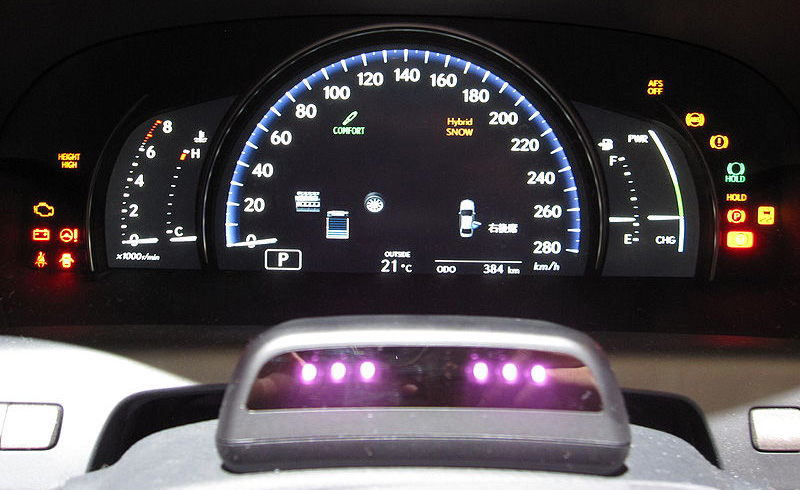
ファイングラフィックメーター

## VIPでの使用

### 日本
2008年6月、北海道洞爺湖サミットを控え、新たな内閣総理大臣専用車として「LS600hL」が導入された。内閣官房によると、記録が残る1968年以降、総理専用車にはトヨタ「センチュリー」が使われてきたが、低燃費かつCO2排出量が従来のセンチュリーよりも少ないことから導入されたとしている。
また、秋篠宮家の公用車のひとつとして、「LS600hL」（平成28年式）として導入されている。なお、同車は宮内庁が中古で購入したとのこと
　

### モナコ公室
2011年、モナコ公室では「LS600hL」をランドレーに改造したものがアルベール2世の結婚式パレードに使用された。